# Kostolná pri Dunaji
Kostolná pri Dunaji este o comună slovacă, aflată în districtul Senec din regiunea Bratislava. Localitatea se află la altitudinea de 124 m deasupra n.m., se întinde pe o suprafață de 8,07 km2 și în 2017 număra 681 de locuitori.

## Istoric
Localitatea Kostolná pri Dunaji este atestată documentar din 1332.

## Demografie
| An:                | 1994 | 2004   | 2014    | 2024    |
| ------------------ | ---- | ------ | ------- | ------- |
| Număr de persoane: | 466  | 470    | 592     | 901     |
| Diferență:         |      | +0,85% | +25,95% | +52,19% |

| An:                | 2023 | 2024   |
| ------------------ | ---- | ------ |
| Număr de persoane: | 873  | 901    |
| Diferență:         |      | +3,20% |